# 성목요일

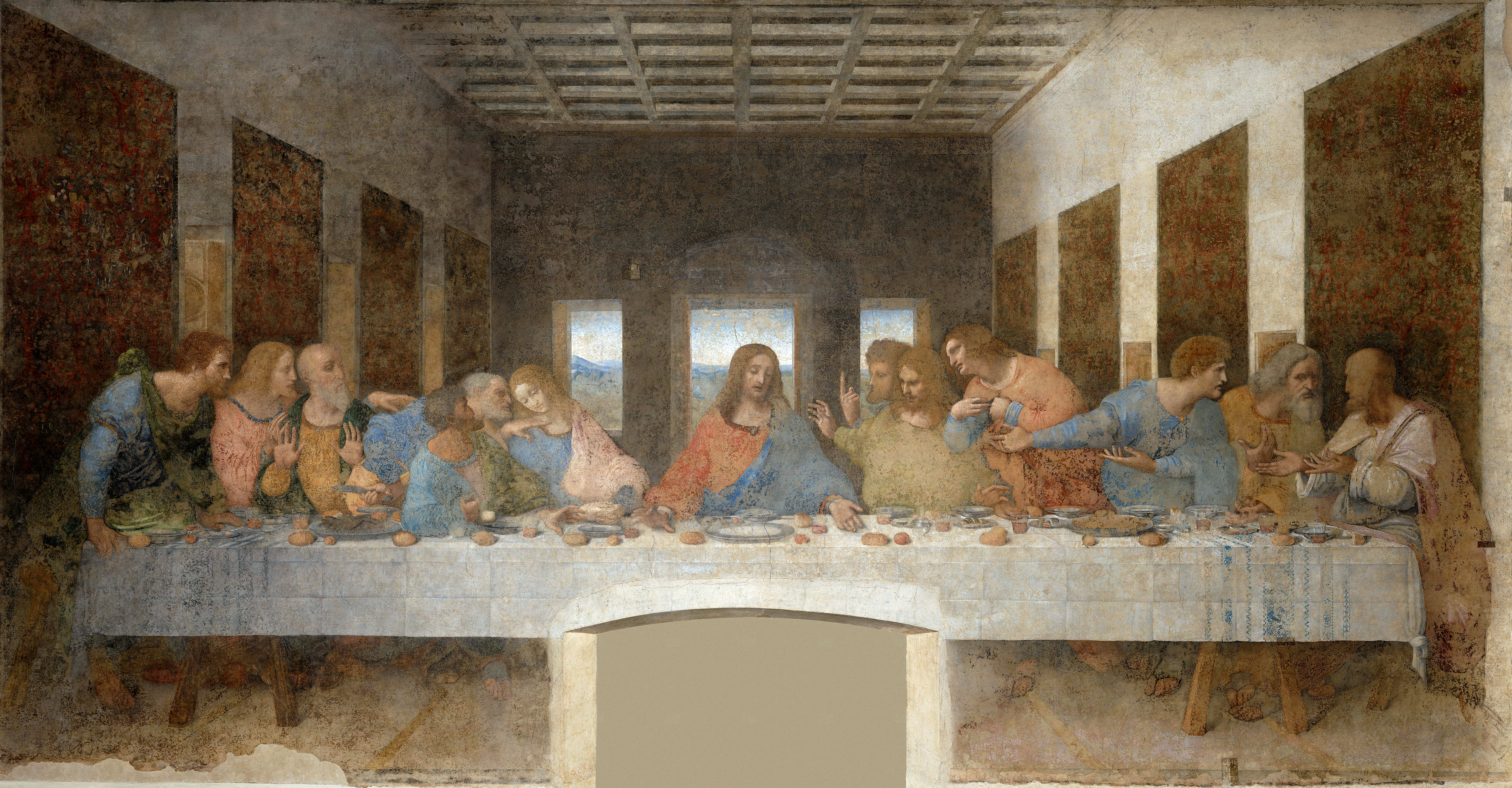
레오나르도 다 빈치의 그림 〈최후의 만찬〉.산타 마리아 델레 그라치에 성당(Santa Maria delle Grazie)의 수도원 식당을 위해 그렸음.

성목요일(聖木曜日)은 기독교에서 그리스도가 수난을 받은 성금요일의 전날을 말한다. 이때 그리스도가 유명한 최후의 만찬에서 성체성사를 제정했기 때문에, 그리스도의 성체제정일이라고도 부른다.
로마 가톨릭교회에서 사용하는 로마 미사 경본에 따르면, 성목요일은 파스카 성삼일에 속하는 주님 만찬 미사를 가리키는 명칭으로, 정식 명칭은 주님 만찬 성목요일(FERIA V IN CENA DOMINI)이다.
여기에서 주의할 것은, 성주간 목요일은 성유 축성 미사를 거행하는 오전을 가리키는 명칭이고, 성목요일은 파스카 성삼일에 속하는 주님 만찬 미사를 가리키는 명칭이라는 점이다.
이는 파스카 성삼일을 더욱 분명하게 드러나게 하려는 것이다.
성공회에서는 서로의 발을 씻겨주는 세족례를 행하여 예수의 겸손을 본받고, 로마 가톨릭에서는 사제가 평신도들에게 봉사한다는 의미에서 예수의 열두 제자를 의미하는 열두 명의 신자의 발을 씻겨준다.

## 같이 보기
- 성금요일
- 성주간
- 파스카 성삼일
- 부활 성야